# Mahbouba Gharbi

Mahbouba Gharbi

Mahbouba Gharbi (* 1973 in Tunis) ist Ingenieurin und Informatikerin mit Spezialisierung auf den Gebieten Software Engineering und Softwarearchitektur.

## Leben
Von 1994 bis 1999 studierte Gharbi Telekommunikation und Informationstechnik an der ENS Telecom Paris sowie Nachrichtentechnik und Datenverarbeitung an der Universität Stuttgart und erwarb hierbei ein Doppeldiplom als Ingenieurin. Seit 1999 arbeitet sie in Projekten als Softwarearchitektin und Enterprise Architektin. Im Jahr 2004 gründete sie das IT-Beratungsunternehmen ITech Progress GmbH, welches sie bis heute als Chief Executive Officer und Chefarchitektin leitet.
Mahbouba Gharbi ist Gründungsmitglied des International Software Architecture Qualification Board (iSAQB e.V.). Dort ist sie ehrenamtlich an der Erstellung von Ausbildungsplänen und Zertifizierungsprüfungen für Softwarearchitekten sowie Prüfungsordnungen beteiligt. Von 2008 bis Mai 2023 war sie Vorstandsvorsitzende des Vereins. Darüber hinaus ist sie selbst zertifizierte und aktive Trainerin für Trainings aus dem Foundation Level und Advanced Level des Certified Professional for Software Architecture (CPSA) Programms.
Seit 2009 ist Mahbouba Gharbi Leiterin und Trainerin der ITech Academy mit Standorten in Ludwigshafen am Rhein, Nürnberg und Frankfurt-Eschborn. Das Portfolio der ITech Academy umfasst Trainings, Workshops und Inhouse-Trainings über Softwarearchitektur, Enterprise Architektur und Softwareentwicklung.
Darüber hinaus doziert Mahbouba Gharbi an internationalen Hochschulen und hält regelmäßig Vorträge über Softwarearchitektur auf internationalen Fachmessen wie der OOP und der Software Architecture Gathering. Außerdem ist sie Buchautorin und veröffentlicht Artikel in Fachzeitschriften.
Seit 2021 ist Mahbouba Gharbi als Wirtschaftsvertreterin Mitglied im Beirat des Fachbereichs Informatik der Hochschule Worms. Sie wurde in das Beratungsgremium für die Studiengänge Angewandte Informatik und Mobile Computing berufen und unterstützt bei der inhaltlichen Gestaltung der Lehrprogramme.

## Publikationen/Schriften
- Mahbouba Gharbi, Arne Koschel, Andreas Rausch, Holger Tiemeyer: Software Architecture Fundamentals: iSAQB-Compliant Study Guide for the Certified Professional for Software Architecture―Foundation Level Exam Rheinwerk Computing; Canada, 2. Edition (4. Oktober 2024) ISBN 1493225987, ISBN 978-1493225989
- Mahbouba Gharbi, Arne Koschel, Andreas Rausch, Gernot Starke: Basiswissen für Softwarearchitekten: Aus- und Weiterbildung nach iSAQB-Standard zum Certified Professional for Software Architecture - Foundation Level. 5. Auflage  dpunkt.verlag, Heidelberg 2023, ISBN 978-3864909849
- Mahbouba Gharbi, Arne Koschel, Andreas Rausch: Software Architecture Fundamentals: A Study Guide for the Certified Professional for Software Architecture® – Foundation Level – iSAQB compliant. dpunkt.verlag, Heidelberg 2019, ISBN 978-3-86490-625-1
- Mahbouba Gharbi, Arne Koschel, Andreas Rausch, Gernot Starke: Basiswissen für Softwarearchitekten: Aus- und Weiterbildung nach iSAQB-Standard zum Certified Professional for Software Architecture - Foundation Level. 4. Auflage  dpunkt.verlag, Heidelberg 2020, ISBN 978-3-86490-781-4